# Wesley (ur. 1987)
Wesley Lopes Beltrame (ur. 26 czerwca 1987 w Katanduvie) – brazylijski piłkarz występujący na pozycji pomocnika. Zawodnik Se Palmeiras.

## Kariera klubowa
Wesley zawodową karierę rozpoczynał w 2007 roku w klubie Santos FC z Campeonato Brasileiro Série A. W tych rozgrywkach zadebiutował 24 czerwca 2007 roku w przegranym 0:2 meczu z São Paulo. W tym samym roku wywalczył z zespołem wicemistrzostwo Brazylii. Sezon 2009 spędził na wypożyczeniu w Athletico Paranaense, a potem powrócił do Santosu. 22 maja 2010 roku w wygranym 2:1 pojedynku z Atlético Goianiense strzelił pierwszego gola w Campeonato Brasileiro Série A.
Latem 2010 roku Wesley odszedł do niemieckiego Werderu Brema, grającego w Bundeslidze. Zadebiutował w niej 11 września 2010 roku w zremisowanym 0:0 spotkaniu z Bayernem Monachium. 23 października 2010 roku w wygranym 4:1 meczu z Borussią Mönchengladbach zdobył pierwszą bramkę w Bundeslidze. Za 6 milionów euro przeszedł do Se Palmeiras.

## Kariera reprezentacyjna
W reprezentacji Brazylii Wesley zadebiutował 7 października 2010 roku w wygranym 3:0 towarzyskim meczu z Iranem.